# Jerry Hallbäck
Jerry Hallbäck (* 16. Dezember 1968) ist ein schwedischer Handballtrainer, Handballfunktionär und ehemaliger Handballspieler.
Der Kreisläufer spielte für die schwedischen Vereine IK Heim und Mölndals HF. Mit Redbergslids IK gewann er 1993, 1995, 1996, 1997, 1998, 2000 und 2001 die Schwedische Meisterschaft. International spielte er mit dem Göteborger Verein in der EHF Champions League und dem Europapokal der Pokalsieger.
In der Schwedischen Nationalmannschaft debütierte Jerry Hallbäck 1992. Bei der Weltmeisterschaft 1993 gewann er die Bronzemedaille. Bei der Europameisterschaft 1994 schlug er im Finale den Weltmeister Russland. Bis 1995 bestritt er 28 Länderspiele, in denen er 32 Tore erzielte.
Nach seinem Karriereende übernahm Hallbäck 2004 den Trainerposten bei HK Aranäs. Nach vier Jahren an der Seitenlinie wurde er 2008 Sportchef bei IK Sävehof. Bis zu seinem Abschied 2012 wurde Sävehof dreimal Meister. Ab 2012 war er wieder Trainer bei Aranäs. Zur Saison 2017/18 wechselte Hallbäck zu Ystads IF HF, den er bis zum Saisonende 2019/20 trainierte. Anschließend kehrte er zu HK Aranäs zurück.
Hallbäck ist verheiratet und hat zwei Söhne, Ludvig und Anton. Anton Hallbäck spielt ebenfalls bei Aranäs.